# Mandume yaNdemufayo

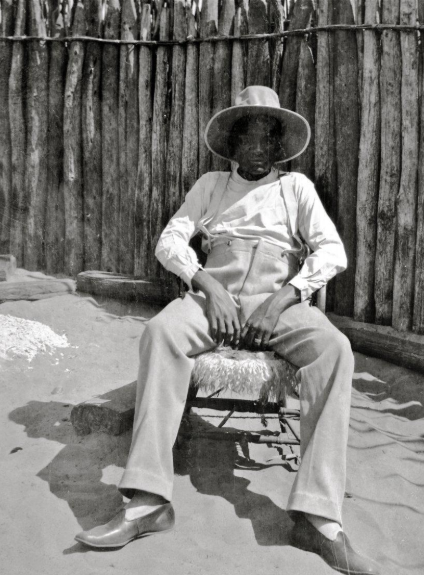
Mandume yaNdemufayo (vor 1917)

Mandume yaNdemufayo, auch Mandume Ya Ndemufayo (* um 1894 in Angola; † 6. Februar 1917 in Deutsch-Südwestafrika) war ein König der Uukwanyama im heutigen nördlichen Namibia und südlichen Angola und einer der wichtigsten traditionellen Führer in der Geschichte Namibias. Er war von 1911 bis zu seinem Tod 1917, möglicherweise durch Suizid oder einen Angriff von Soldaten der Südafrikanischen Union, König. Ndemufayo hat den Heldenstatus in Namibia und Angola.

## Lebensweg
Mandume yaNdemufayo war der einzige männliche Nachkomme seiner Mutter Ndapona Shikende und seines Vaters Ndemufayo. Er wurde von deutschen Missionaren unterrichtet und wuchs im Königreich der Uukwanyama in schwierigen Zeiten auf, die von Auseinandersetzungen mit den ersten europäischen Missionaren und Händlern gekennzeichnet waren. Obwohl er nur auf Rang 3 der Thronfolge stand, galten Anschläge auf sein Leben als wahrscheinlich. Er übernahm 1911 den Thron und verlegte die Hauptstadt nach Ondjiva im heutigen Angola. Er verwies alle portugiesischen Händler aus seinem Königreich. Er galt als hervorragender Wirtschaftler und bereitete sein Volk auf Dürreperioden vor. Ihm war am Wiederaufbau des ehemalig sehr reichen Königreichs gelegen.
Ndemufayo verfolgte Christen, die zu Tausenden in das Königreich der Ondonga flohen. Hier herrschte zu dieser Zeit zunächst Kambonde kaNgula III., später dann Martin Nambala yaKadhikwa. Er stellte sich gegen die Römisch-katholische Kirche der Portugiesen und die Rheinische Missionsgesellschaft. Die einzigen Weißen, die er in seinem Reich duldete, waren Lutheraner, die Lesen, Schreiben und die lutheranische Religion unterrichteten.
Mit Beginn des Ersten Weltkriegs begannen Europäer militärisch gegen die gut organisierten Streitkräfte der Uukwanyama vorzugehen, die von einer Dürre geschwächt waren. Im Kampf von Omongwa konnten die Uukwanyama den Portugiesen drei Tage standhalten. Sie verloren ihre Gebiete im heutigen Namibia zur gleichen Zeit jedoch gegen die südafrikanische Armee, in dessen Folge Ndemufayo 1917 starb. Er soll sich bis zu seinem Tod gegen eine Kapitulation ausgesprochen haben. Mandume wurde sowohl in Namibia (Kopf) als auch in Angola (Körper) begraben.
Erst 80 Jahre nach Ndemufayos Tod wurde erneut ein König der Uukwanyama, Cornelius Mwetupunga Shelungu, eingesetzt.

## Ehrungen

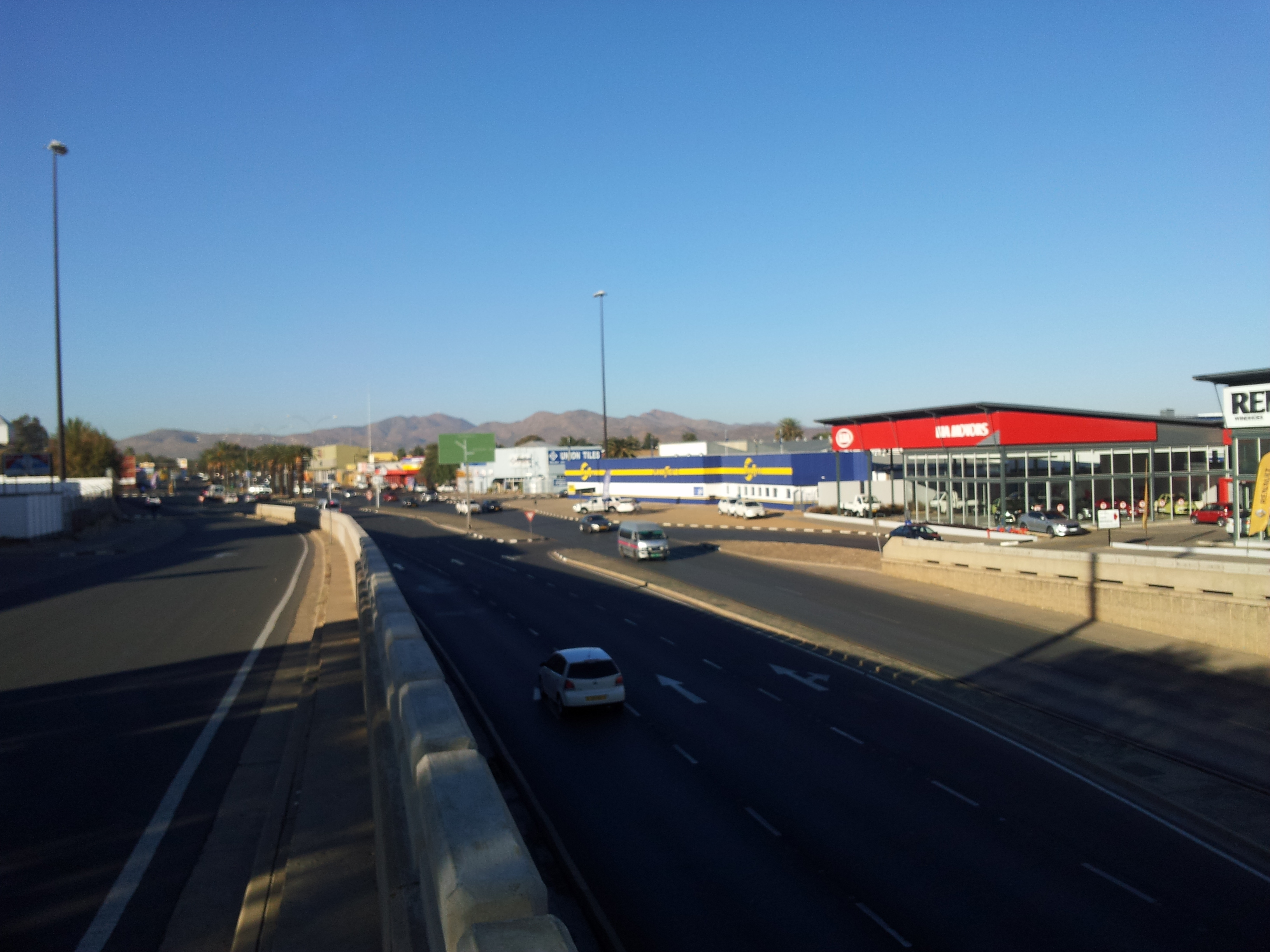
Mandume Ya Ndemufayo Avenue in Windhoek

Ndemufayo wurde als eine der ersten Personen (symbolisch) 2002 auf dem Heldenacker bei Windhoek beigesetzt. Im gleichen Jahr wurde in Oihole in Angola die König Mandume Gedenkstätte eingeweiht. Nach Mandume yaNdemufayo sind zahlreiche Straßen in Namibia, darunter in der Hauptstadt Windhoek benannt. Im angolanischen Lubango trägt die 1963 eröffnete Universidade Mandume Ya Ndemufayo seit 2009 seinen Namen. Im Februar 2017 wurde der 100. Todestag von Ya Ndemufayo in einer großen Zeremonie in Omhedi gefeiert und am 6. Februar 2019 wurde in Angola zum ersten Mal der Literaturpreis König Mandume vergeben.